# Пфанншмидт, Карл Готтфрид
Карл Готтфрид Пфанншмидт (нем. Carl Gottfried Pfannschmidt; 15 сентября 1819, Мюльхаузен, Саксония — 5 июля 1887, Берлин) — немецкий исторический живописец и скульптор, ученик Эдуарда Даге и Петера Йозефа фон Корнелиуса.

## Биография
Родился в семье торговца Генриха Филиппа Пфанншмидта (1791—1852) и Марии Пфанншмидт, урождённой Ниманн.
Пфанншмидт приехал в Берлин весной 1835 года и был представлен своим соотечественником-саксонцем Фридрихом Августом Штюлером художнику-пейзажисту Карлу Эдуарду Бирманну, который познакомил его с Эдуардом Даге, президентом Берлинской академии художеств, у которого Пфанншмидт впоследствии учился.
В 1841 году молодой художник отправился в Мюнхен, где впервые познакомился с работами Петера Йозефа фон Корнелиуса, который стал для него образцом для подражания на всю дальнейшую жизнь.
Осенью 1841 года Пфанншмидт вернулся в Берлин, где в течение следующих трёх лет работал вместе с Корнелиусом над оформлением вестибюля Старого музея. В 1844 году Пфанншмидт отправился в путешествие через Франкфурт-на-Майне и Базель в Италию, посетил Сицилию и провёл долгое время в Риме.
Осенью 1845 года он вернулся в Германию и провёл зиму 1845/46 года в своём родном городе Мюльхаузене. В 1846 году художник вновь отправился в Берлин, где получил целый ряд заказов на оформление протестантских церквей города. В 1847 году Пфанншмидту было поручено обновить повреждённые фрески в церкви Богоматери в Хальберштадте. В следующем году, вместе с Вильгельмом фон Каульбахом, он начал расписывать парадную лестницу Нового музея в Берлине. В июне 1857 года прусский король Фридрих Вильгельм IV наградил Пфанншмидта орденом Красного Орла 4-й степени. В 1865 году Карл Готтфрид Пфанншмидт стал профессором Берлинской академии искусств. В 1876 году по его эскизам были выполнены мозаики на могиле семьи Краузе во Второй церкви Святой Троицы (Dreifaltigkeitskirchhof II) в Кройцберге. В последующие годы Пфанншмидт также пробовал свои силы, как скульптор и офортист.
С 1878 по 1887 год Пфанншмидт вместе с Георгом Генрихом фон Мерцем был редактором журнала Christliches Kunstblatt für Kirche, Schule und Haus.
В браке с Иоганной Оттилией Марией Луизой, урождённой Германн (1837—1912), у художника родилось одиннадцать детей.

## Сочинения
- Ueber die Aufgabe der Kunst, insonderheit der bildenden Kunst. Vortrag gehalten im evangelischen Vereine. Selbstverlag, Berlin 1866.
- Die Geschichte des Propheten Daniel. Bruckmann, München 1878. (Zyklus von sechs getuschten Federzeichnungen seit 1878 in Besitz der Berliner Nationalgalerie)
- Moses und die Tochter Pharao’s. Müller, Bremen 1878.
- Das Wehen des Gerichts. Weckstimmen aus der heiligen Schrift. Verlag der Photographischen Gesellschaft, Berlin 1887 (Digitalisat).
- Bilder aus der Heiligen Geschichte. 1. Sammlung (12 Blätter in Lichtdruck), Verlag der Schriften-Niederlage der Anstalt Bethel, Bielefeld o. J. [1888].
- Die sieben Bitten des Vater unser. 8 Kupferätzungen nach den Tusch-Zeichnungen von C. G. Pfannschmidt nebst erläuterndem Text des Künstlers. Verlag Rudolf Schuster, Berlin o. J. [1890]. (Zyklus von acht getuschten Federzeichnungen seit 1888 in Besitz der Berliner Nationalgalerie)
- Kirchliche Festgrüße. 10 Kompositionen in Kupferdruck. Brandner, Dresden 1891.
- Leben Mosis.